# Strawbs
Gli Strawbs erano un gruppo rock inglese fondato nel 1964.

## Storia degli Strawbs
Originariamente noti come Strawberry Hill Boys, iniziarono come band bluegrass, per poi passare ad altri generi musicali come folk rock, glam rock, rock progressivo e hard rock. Il leader del gruppo era il cantante e chitarrista Dave Cousins, autore della maggior parte delle canzoni.
Oltre a Cousins, negli Strawbs suonarono musicisti come Tony Hooper, Ron Chesterman, Rick Wakeman (in seguito tastierista degli Yes), Blue Weaver (che suonò anche con Amen Corner, Mott the Hoople e Bee Gees), Richard Hudson (detto "Hud") e John Ford (che in seguito scrissero alcune canzoni di successo insieme come Hudson-Ford), Dave Lambert, Brian Willoughby, Chas Cronk e John Hawken (che suonò anche nei Nashville Teens, Renaissance, Spooky Tooth, e nei Vinegar Joe). Gli Strawbs suonarono spesso anche con Sandy Denny (cantante di Fairport Convention e Fotheringay).
L'apice del successo degli Strawbs fu nel 1973, con la formazione Cousins, Lambert, Hudson, Ford e Weaver.
Verso la fine degli anni settanta, mentre l'ascesa del movimento punk causava la caduta di popolarità di tutti i grandi del rock progressivo, Hudson e Ford si unirono a Terry Cassidy e al batterista Clive Pearce formando il gruppo "pseudo-punk" Monks, che pubblicò nel 1979 l'album Bad Habits. Da quell'album fu tratto il singolo Nice Legs, Shame About the Face, che ebbe un buon successo commerciale raggiungendo la posizione 19 nelle classifiche di vendita.
Nel 1980 pubblicarono un altro album di musica stile anni trenta col nome High Society, e poi tornarono a pubblicare come Monks con l'album Suspended Animation (pubblicato solo in Canada), in cui comparivano anche Brian Willoughby alla chitarra e Chris Parren alle tastiere. L'album ebbe un enorme successo in Canada, diventando disco di platino.
All'inizio del 2005 gli Strawbs hanno intrapreso un tour in Inghilterra col nome Acoustic Strawbs. La formazione (secondo il loro sito web) era la ventiquattresima della loro carriera: Cousins, Lambert, Hudson, Ford, Weaver e Willoughby.

## Discografia
Album in studio
- 1969 - Strawbs
- 1970 - Dragonfly
- 1971 - From the Witchwood
- 1972 - Grave New World
- 1973 - Bursting at the Seams
- 1973 - All Our Own Work (come Sandy Denny & The Strawbs)
- 1974 - Hero and Heroine
- 1974 - Ghosts
- 1975 - Nomadness
- 1976 - Deep Cuts
- 1977 - Burning for You
- 1978 - Deadlines
- 1987 - Don't Say Goodbye
- 1991 - Ringing Down the Years
- 1995 - Heartbreak Hill
- 2001 - Baroque & Roll
- 2002 - Blue Angel
- 2004 - Déjà Fou
- 2008 - The Broken Hearted Bride
- 2009 - Dancing to the Devil's Beat
- 2011 - Hero And Heroine In Ascencia
- 2014 - Prognostic
- 2017 - The Ferryman's Curse
- 2021 - Settlement

Live
- 1970 - Just a Collection of Antiques and Curious
- 1993 - Greatest Hits Live
- 1995 - Strawbs in Concert
- 2000 - The Complete Strawbs
- 2002 - Complete Strawbs: The Chiswick House Concert
- 2003 - Strawbs Live in Tokyo
- 2004 - Acoustic Strawbs Live in Toronto
- 2005 - Full Bloom
- 2005 - Strawbs Live at Nearfest 2004
- 2005 - Painted Sky
- 2006 - Recollection
- 2007 - Strawbs NY '75
- 2008 - Lay Down with the Strawbs
- 2009 - Acoustic Strawbs - Live at Hampton Court Palace

Raccolte
- 1997 - Halcyon Days
- 2002 - Tears and Pavan
- 2003 - 20th Century Masters: The Millennium Collection: The Best of Strawbs
- 2006 - A Taste of Strawbs

## Formazione

### Ultima formazione
- Dave Cousins - voce, chitarra (1964-1980; 1983–2023)
- Dave Lambert – chitarra (1972-1978; 1999-2023)
- Chas Cronk – basso (1973-1980; 2004–2023)
- Dave Bainbridge - tastiera (2015–2023)
- Tony Fernandez – batteria (1977-1980; 2010-2012; 2014–2023)

### Ex componenti
- Tony Hooper – chitarra, voce (1964-1972; 1983-1993)
- Ron Chesterman – basso (1964-1970)
- Richard Hudson - batteria, chitarra (1966-1968; 1971-1972; 1983-2001; 2004-2005)
- Sonja Kristina – voce (1968-1970)
- Rick Wakeman – tastiera (1969-1971)
- Blue Weaver - tastiera (1971-1973; 1983-1984; 1993-2001; 2004-2005)
- Rod Coombes – batteria (1973-1977; 2004-2010)
- John Hawken – tastiera (1973-1975; 2004-2008)
- Tommy Eyre - tastiera (1975-1978)
- Don Airey – tastiera (1993-1994)
- Oliver Wakeman - tastiera (2009-2010)
- Adam Wakeman - tastiera (2010-2015)